# Sonderanhänger 105
Der Sonderanhänger 105 war der erste moderne Backanhänger der Reichswehr und Wehrmacht.

## Entwicklung
Der Sonderanhänger 105 (kurz Sd. Ah. 105) war der Vorläufer des Sonderanhänger 106 (kurz Sd. Ah. 106). Um die Mobilität zu erhöhen, wurde das Verwaltungsfahrzeug 1 (Backofenwagen) modernisiert und zum Sd. Ah. 105 umgebaut. Im Grunde wurden hierbei nur die Holzräder entfernt und durch eine Luftbereifung ersetzt.

## Produktion

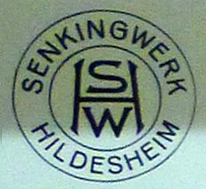
Senkingwerk Hildesheim

Hergestellt wurde der Sonderanhänger 105 bei den Senking-Werken in Hildesheim. Die Produktion wurde 1939 beendet, da er durch den Sd. Ah. 106 abgelöst wurde. Der Preis für einen Anhänger lag bei 7800 Reichsmark.

## Technische Beschreibung

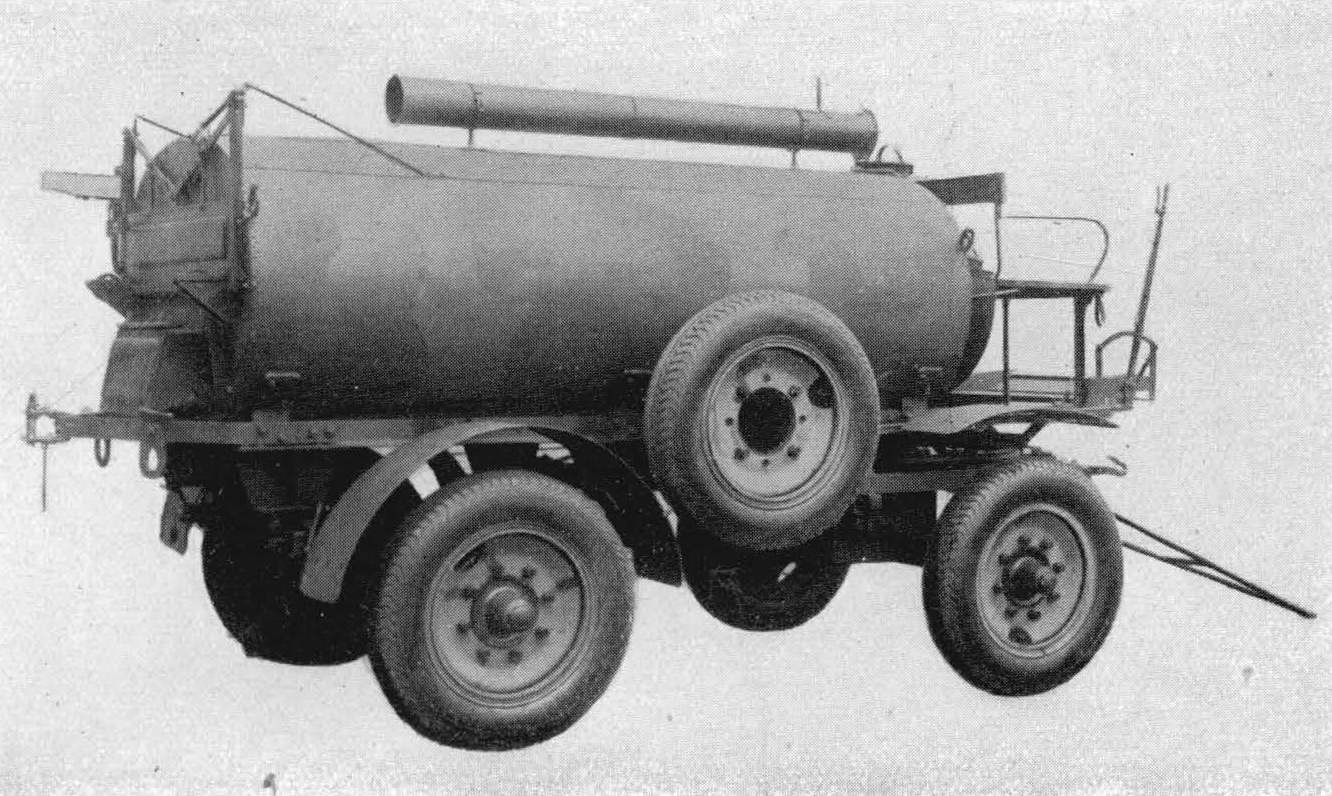
Der Sonderanhänger 105 von der rechten Seite aus der H. Dv. 489/2.

Der Sonderanhänger 105 war ein auf Luftbereifung umgeändertes Verwaltungsfahrzeug 1 (kurz: Vwf. 1) (Backofenwagen) und wurde vierspännig vom Bock gefahren. Nur in Ausnahmefällen konnte der Anhänger auch an eine Zugmaschine gehängt werden. Dabei durfte eine Geschwindigkeit von 25 km/h nicht überschritten werden. Das Fahrgestell wurde, mit Ausnahme der Achsen und Räder, unverändert vom Verwaltungsfahrzeug 1 übernommen. Zusätzlich wurde auf jedem Anhänger ein Ersatzrad an der rechten Seite mitgeführt. Dieses war in besonderen Blechbeschlägen an der linken Seite des Anhängers untergebracht. Auch die Bremse erfuhr eine Neuerung. Die bisherige Spindelbremse wurde in eine auf die Hinterräder wirkende Innenbackenbremse ausgetauscht. Bedient wurde sie vom Bocksitz aus durch einen Handhebel. An der Hinterachse wurde eine Bergstütze angebracht, welche der Begleitmann vom Fahrersitz aus betätigten konnte.
Wurde der Anhänger hinter eine Zugmaschine gespannt, musste die Deichsel in besonderen Beschlägen des Anhängers untergebracht werden. Auch die Ortscheite und Vorderbracke musste entfernt und auf der Zugmaschine mitgeführt werden. Eine besondere Zuggabel, welche außen am Anhänger mitgeführt wurde, wurde dann an Stelle der Deichsel angebracht und mit zwei Schlüsselbolzen gesichert. Das Bedienen der Bremse und der Bergstütze musste der Begleitmann weiterhin vom Bocksitz aus regeln. Um die Auf- und Abwärtsbewegungen ausgleichen zu können, mussten der Lenkkranz und die Gleitschiene des Vordergestells in bestimmte Klauen gekoppelt werden. Dadurch war das Vordergestell nur noch in seitlicher Richtung schwenkbar. Bei erneuter Umstellung auf einen Pferdezug, mussten die Klauen wieder abgenommen werden und wurden lose im Zubehörkasten verstaut und mitgeführt. Dadurch konnte die Deichsel wieder die notwendigen Auf- und Abwärtsbewegungen vollziehen.
Vor Beginn des Backbetriebes mussten die Hinterräder durch Aufwerfen von Erde, Sand oder Dreck durch herabrieselnde Asche geschützt werden. Sofern es möglich war, sollten die Räder auch eingegraben werden. Die Befeuerung war hauptsächlich auf Holz eingerichtet. Im Notfall hätte aber auch Steinkohle, Braunkohle oder Torf verwendet werden können. Zum Einheizen wurden, je nach Witterung und Brennmaterial, zwei bis zweieinhalb Stunden angesetzt. Vor dem Backen musste erst das Wasser erhitzt werden und danach dann der Backraum. Die Bäcker konnten dann in zwei oder drei Arbeitsschichten eingeteilt werden. Alle nicht Arbeitenden sollten dann Wasser holen, Holz spalten oder andere Tätigkeiten ausführen. Die Teigbereitung erfolgte durch den Sonderanhänger 35, dem Teigknetanhänger. Im Ofen konnten zehn Reihen Brote zu je acht Stück eingelassen werden. Alle zwei Stunden konnten so bis zu 80 Brote hergestellt werden. Damit alle Brote gleichmäßig gebacken wurden, sollten nach 40 bis 50 Minuten die Brote umgesetzt werden. Bei Regen sollten die Backanhänger sehr nah an die mitgeführten Zelte geschoben werden und der obere Teil des Ofenkörpers sollte dann durch Säcke auf Holzstücken gegen Abkühlen geschützt werden.
Der tägliche Wasserbedarf einer Bäckereieinheit mit zehn Öfen und Tag- und Nachtbetrieb betrug 7.000 bis 9.000 Liter. In einem 24 Stundenbetrieb konnten die zehn Öfen 19.200 Brote herstellen, sofern das Personal eingespielt war und die Witterungsverhältnisse stimmten. Musste ein Ortswechsel durchgeführt werden, dann wurde das letzte fertige Brot aus dem Ofen genommen und umgehend mit den Vorbereitungen begonnen. Dabei wurden die Kohle und Asche aus der Feuermuffe entfernt und Holz zum Trocknen eingelegt. Der Schornstein wurde umgelegt und in einem Lager mit Flügelmuttern gesichert. Weiteres Zubehör wurde im Zubehörkasten gelagert.

## Einsatz
Eine Bäckereieinheit hatte zehn der Sonderanhänger 105. Zu je zwei Backofenwagen gehörten ein Backzelt und ein Brotzelt. Üblicherweise kamen gleichzeitig weitere Hilfseinrichtungen, wie Teigknetwagen (Vwf. 2) zum Einsatz.